# 沃德倫冰川
66°31′S 130°0′E / 66.517°S 130.000°E
沃德倫冰川（英語：Waldron Glacier）是南極洲的冰川，位於威爾克斯地，處於桑福德冰川和莫爾斯角之間，最終注入波珀斯灣東端，根據美國海軍拍攝的空中照片繪入地圖，該冰川現時由南極條約體系管理。